# 保守派 (戊戌变法)
保守派，又称守旧派，是戊戌变法时期反对变法的政治派别，与维新派相对。

## 简介
戊戌变法中反对变法的代表人物有慈禧太后、杨崇伊、许应骙、潘庆澜、黄桂鋆、文悌、孙家鼐、张之洞（属于洋务派）、梁鼎芬、屠守仁、王仁俊、黄仁济、曾廉、王先谦、叶德辉等。 传统上认为，戊戌变法期间保守派的政治势力较维新派更大，但也有不同意见。

## 立场
保守派的思想和政治主张包括反对“信今薄古”和“智西愚中”，肯定中国政治治理的历史经验，推崇中国古典学术。张之洞在《劝学篇·教忠》从十五个方面证明“圣清”的“爱民之厚”。 保守派也反对女子教育，主张传统女德。